# 訃報 1970年8月
訃報 1970年8月（ふほう 1970ねん8がつ）では、1970年（昭和45年）8月中に物故した、又は物故が報じられた人物についてまとめる。

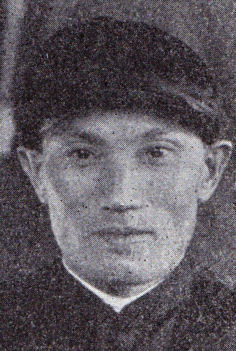
蛯名武五郎 / 8月5日没

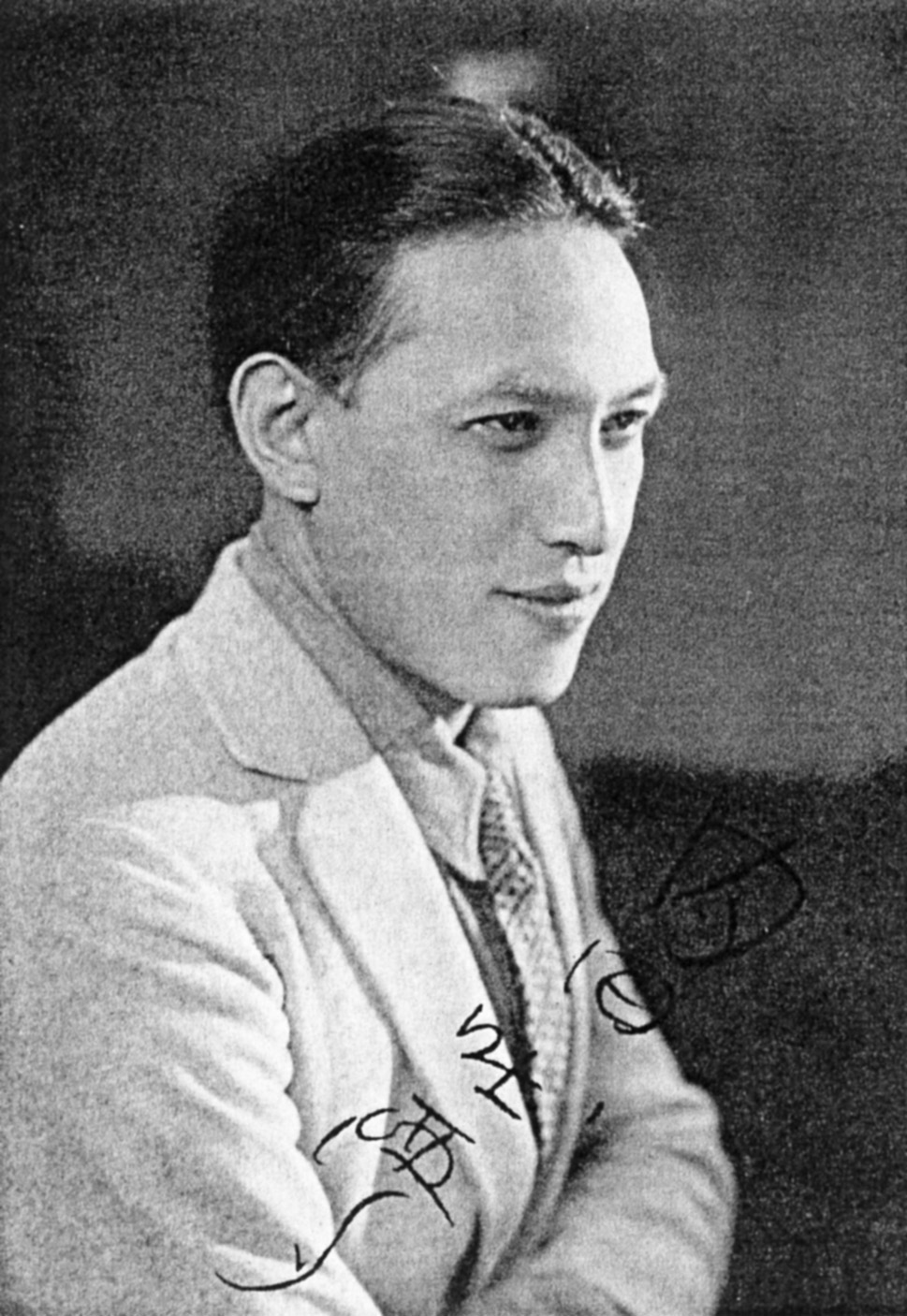
内田吐夢 / 8月7日没

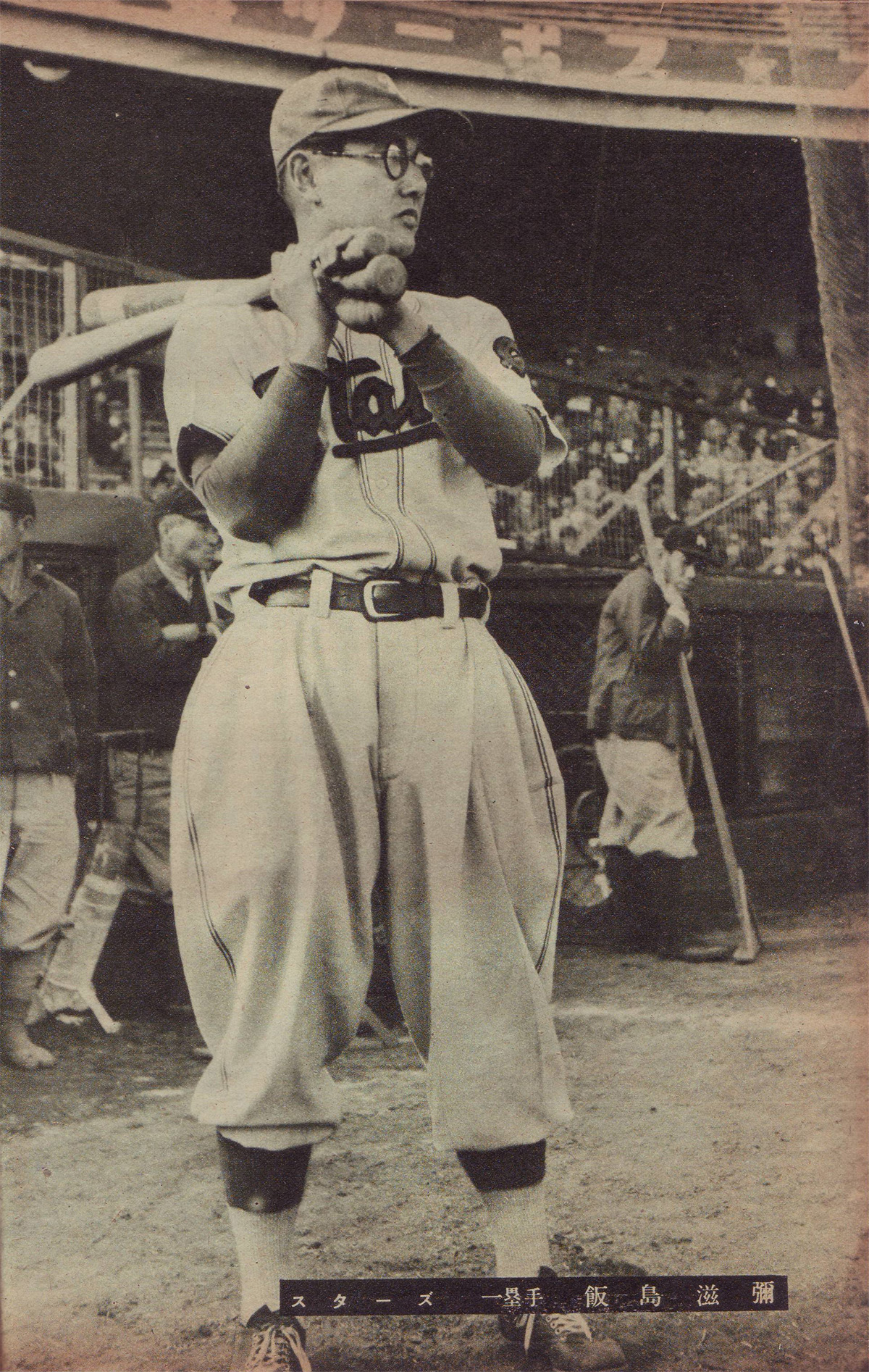
飯島滋弥 / 8月9日没

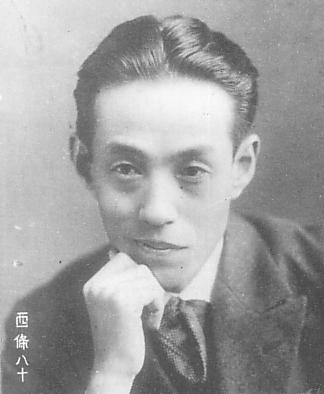
西條八十 / 8月12日没

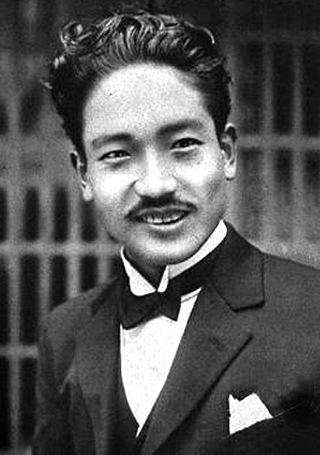
月形龍之介 / 8月30日没

## （1日 - 15日）
- 8月1日 - フランシス・ファーマー、女優（* 1913年）
- 8月1日 - オットー・ワールブルク、生理学者（* 1883年）
- 8月1日 - 春風亭小柳三、落語家（* 1900年）
- 8月2日 - 半田義之、小説家（* 1911年）
- 8月3日 - ハインツ・ロンドン、物理学者（* 1907年）
- 8月4日 - 早川元、内務官僚（* 1895年）
- 8月4日 - 名渡山愛順、洋画家（* 1906年）
- 8月5日 - ジェリー・タイタス、レーサー（* 1928年）
- 8月5日 - 蛯名武五郎、騎手・調教師（* 1918年）
- 8月5日 - ジミー・コンツェルマン、アメリカンフットボール選手（* 1898年）
- 8月6日 - 末綱恕一、数学者（* 1898年）
- 8月6日 - インゴルフ・ダール、法学者（* 1912年）
- 8月7日 - 内田吐夢、映画監督（* 1898年）
- 8月7日 - 加賀山之雄、鉄道官僚（* 1902年）
- 8月8日 - 長井真琴、仏教学者・文学博士（* 1881年）
- 8月9日 - 飯島滋弥、元プロ野球選手・監督（* 1918年）
- 8月9日 - 近藤鶴代、政治家（* 1901年）
- 8月10日 - ベルント・アロイス・ツィンマーマン、作曲家（* 1918年）
- 8月12日 - 西條八十、詩人・作詞家・仏文学者（* 1892年）
- 8月15日 - 永井八津次、陸軍軍人（* 1901年）

## （16日 - 31日）
- 8月17日 - 細谷恒夫、教育哲学者（* 1904年）
- 8月18日 - ドナルド・フィンレー、陸上競技選手（* 1909年）
- 8月18日 - 押本七之輔、映画監督・脚本家（* 1899年）
- 8月18日 - 大屋敦、実業家（* 1885年）
- 8月21日 - 桐竹紋十郎(2代目)、人形浄瑠璃の人形遣い（* 1900年）
- 8月22日 - ウラジーミル・プロップ、昔話研究家（* 1895年）
- 8月23日 - 浅原源七、実業家・技術者（* 1891年）
- 8月24日 - 宋文憲、朝鮮総督府官僚（* 1892年）
- 8月25日 - 内藤多仲、構造家（* 1886年）
- 8月25日 - 神田日勝、画家（* 1937年）
- 8月26日 - 川合稔、レーシングドライバー（* 1942年)
- 8月27日 - 深沢友彦、陸軍軍人（* 1880年）
- 8月29日 - 山内清男、考古学者（* 1902年）
- 8月29日 - 飯島祐之、政治家（* 1900年）
- 8月29日 - ジョン・ヘンリー・ゴドフリー、イギリスの軍人（* 1888年）
- 8月30日 - 鈴木壽、教育者・労働運動家・政治家（* 1907年）
- 8月30日 - 月形龍之介、俳優（* 1902年）
- 8月30日 - エルンスト・ツィナー、天文学者（* 1886年）
- 8月31日 - 佐賀潜、小説家・推理作家・検察官・弁護士（* 1909年）